# Języki północnokaukaskie
| Północno-zachodniokaukaskie czerkieskie abchaski ubyski | Północno-wschodniokaukaskie wajnachskie awar-andi i cez dargińskie lakijski lezgińskie i chinalugijski |

Rozmieszczenie języków północnokaukaskich
Północno-zachodniokaukaskie
czerkieskie
abchaski
ubyski
Północno-wschodniokaukaskie
wajnachskie
awar-andi i cez
dargińskie
lakijski
lezgińskie i chinalugijski

Języki północnokaukaskie – postulowana rodzina języków używanych przez rdzenną ludność północnego Kaukazu, wywodzących się od hipotetycznego prajęzyka używanego około 3000 lat p.n.e. W skład tej rodziny wchodzą dwie grupy języków:
- języki północno-zachodniokaukaskie (inaczej abchasko-adygejskie)
- języki północno-wschodniokaukaskie (inaczej nach-dagestańskie)

## Kontrowersje
Teoria wywodząca rodzinę północno-wschodnio- i północno-zachodniokaukaską od wspólnego przodka istniejącego około 5000 lat temu, stworzona i broniona przez Siergieja Starostina i Siergieja Nikołajewa, nie jest uznawana przez dużą część lingwistów ze względu na ubogi materiał dowodowy. Do głównych jej krytyków należy Johanna Nichols.

### Podobieństwa
Główne podobieństwo między zachodnią i wschodnią grupą języków północnokaukaskich widać w fonetyce – języki należące do obu rodzin są wysoce spółgłoskowe. Przykładowo język ubyski posiada 84 spółgłoski, a arczyński – 76.

### Różnice
Systemy gramatyczne języków abchasko-adygejskich i dagestańskich różnią się od siebie znacząco. Języki dagestańskie posiadają rozbudowaną deklinację, np. w języku tabasarańskim istnieje 48 końcówek miejscownika. Języki abchasko-adygejskie mają dwa lub trzy przypadki, ale za to bardzo skomplikowany system koniugacji – czasownik inkorporuje dopełnienie i okoliczniki miejsca.

### Inne teorie
Istnieją teorie postulujące pokrewieństwo języków północnokaukaskich z językiem baskijskim, językami jenisejskimi, językami chińsko-tybetańskimi, a nawet indiańskimi językami na-dene w ramach rodziny języków dene-kaukaskich. Prajęzyk dene-kaukaski istniałby około 8700 roku p.n.e., prawdopodobnie w środkowej Azji.